# Spindle
Spindle – rzeźba zbudowana w 1989 przez artystę Dustina Shulera (1948–2010). Był to 15-metrowy asamblaż składający się z 8 samochodów nabitych na pal. W roku 2008 obiekt został zdemontowany. Znajdowała się na parkingu centrum handlowego Plaza Cermak, na rogu Cermak Road i Harlem Avenue (Illinois Route 43 ), w Berwyn, Illinois.
Właściciel centrum handlowego, David Bermant, podarował BMW (drugie miejsce od góry rzeźby). Koszt budowy wyniósł ponad 75 000 dolarów. Rzeźba została przedstawiona w filmie Świat Wayne’a.
27 lipca 2007, Masa Krytyczna z Chicago przyjechała pod Spindle.
1 sierpnia 2007, radio WLUP przeprowadziło wywiad z burmistrzem miasta Berwyn, którego głównym tematem była rzeźba Spindle. Stwierdził, że usunięcie rzeźby zostanie przesunięte na wrzesień 2007. 
Obiekt został udostępniony do sprzedaży na aukcji w serwisie eBay, która zakończyła się 17 kwietnia 2008, bez ofert kupna.
2 maja 2008 rzeźba została zdemontowana. Pierwsze dwa samochody zostały usunięte z palu za pomocą dźwigu. Następnie podstawę rzeźby wycięto, a pal (wraz z pozostałymi samochodami) została przesunięta za pomocą dźwigu.

## Samochody
Samochody od góry do dołu:
1. czerwony Volkswagen Garbus z 1967
2. srebrny BMW E115 z 1976
3. niebieski Ford Escort (USA) z 1981
4. zielony Mercury Capri z 1974 lub 1973
5. biało-niebieski Ford Mustang z 1978
6. bordowy Pontiac Grand Prix z 1981
7. jasnożółty Ford LTD z 1980 lub 1979
8. czarny Mercury Grand Marquis z 1981 lub 1979

## Galeria

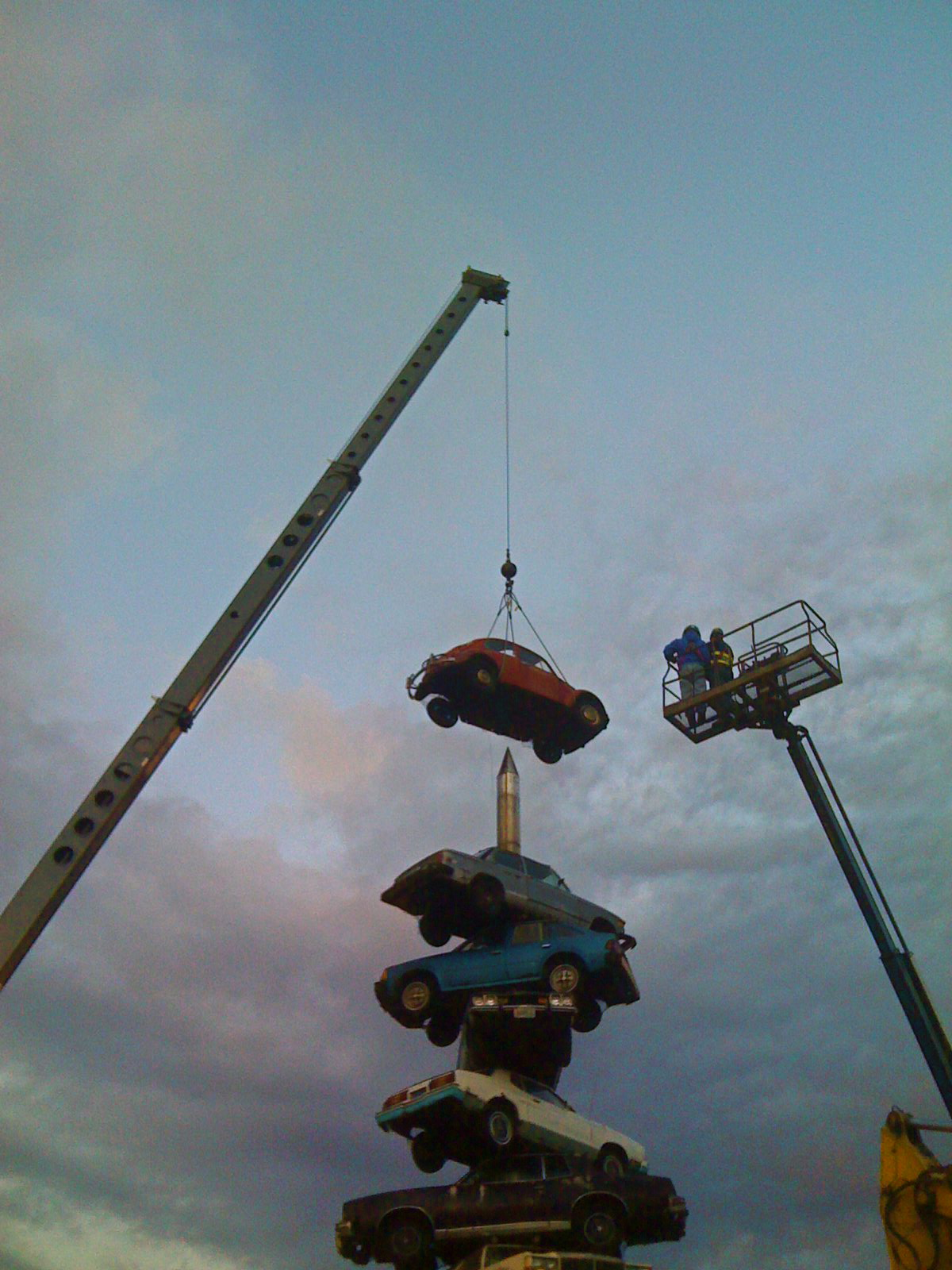
Spindle podczas demontażu 2 maja 2008 roku
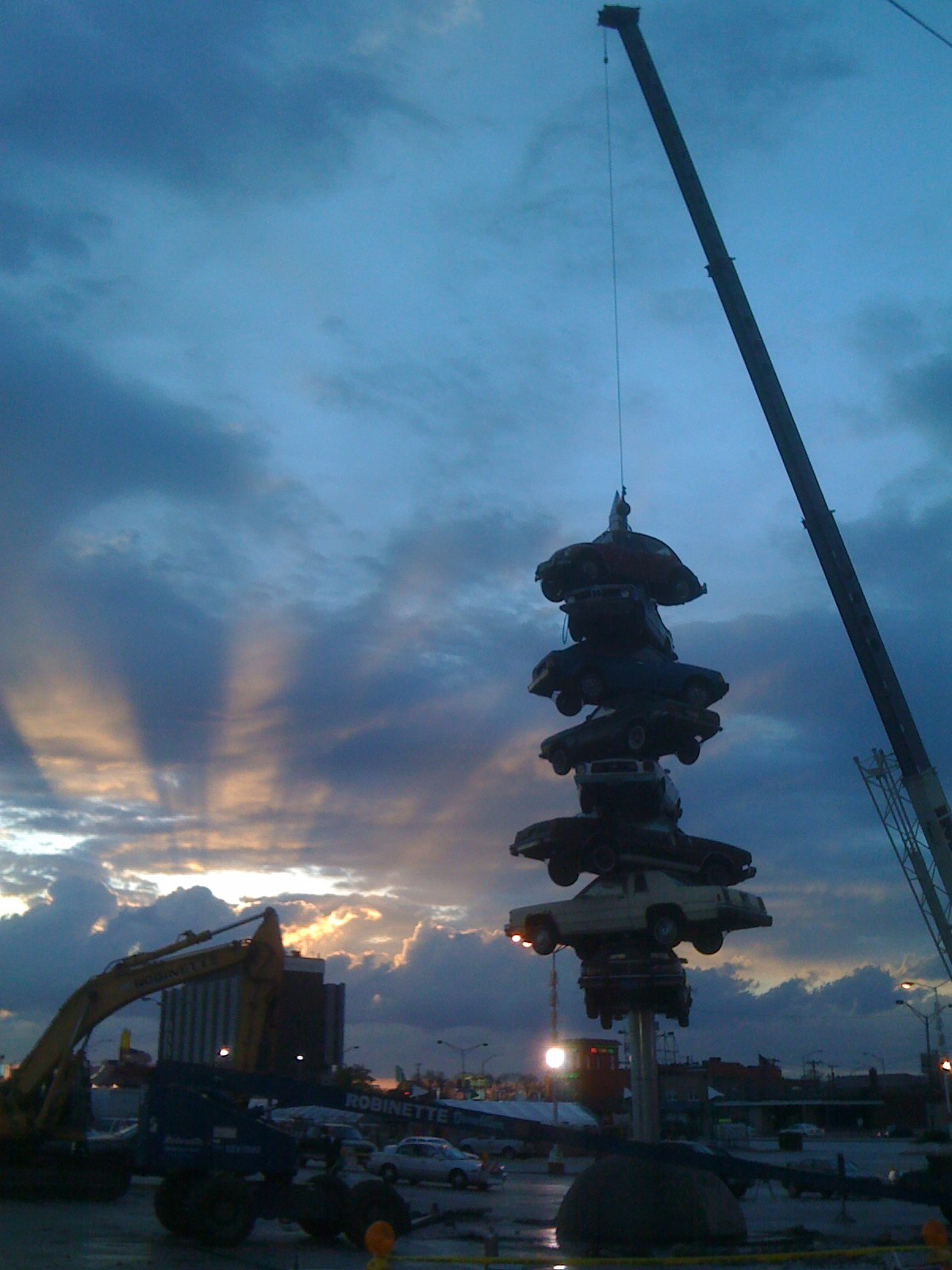
Spindle podczas demontażu 2 maja 2008 roku